# 煙色鮡
煙色鮡，為輻鰭魚綱鯰形目鮡科的其中一種，為熱帶淡水魚類，分布於亞洲寮國Nam Xam及Nam Ma流域，體長可達9.6公分，棲息在底層水域，生活習性不明。